# Parafia Matki Bożej Różańcowej w Gorzowie Wielkopolskim
Parafia Matki Bożej Różańcowej w Gorzowie Wielkopolskim – rzymskokatolicka parafia, położona w dekanacie Gorzów Wielkopolski – Chrystusa Króla, diecezji zielonogórsko-gorzowskiej, metropolii szczecińsko-kamieńskiej w Polsce, erygowana 13 grudnia 1982.

## Proboszczowie
- ks. Józef Popiel (od 1.08.2022
- ks. Eugeniusz Drzewiecki (od 25.08.1989 do 21.07.2022)